# Can Guitet
Can Guitet és una masia de Montmeló (Vallès Oriental) protegida com a bé cultural d'interès local.

## Descripció
És una masia d'estructura clàssica amb carener perpendicular a la façana i teulada de dues aigües. Només queda la façana. Les finestres del primer pis són gòtics amb l'interior lobulat i caretes esculpides a la pedra de descàrrega. La porta d'entrada és d'arc de mig punt alternant dovelles de diferents mida. A la pedra clau hi ha un escut sostingut per uns angelots.

## Història
A la pedra clau de la porta de l'entrada hi diu: "Restaurada 1912". El consorci de la zona façana compra els terrenys on la masia entre d'altres de la zona el 1979 i el 1985 passà a l'Ajuntament de Montmeló i es comença la restauració, que va ser feta per Narcís Tusell i Borràs.